# Plaça de l'Església (Arenys de Munt)
La Plaça de l'Església és una obra d'Arenys de Munt (Maresme) protegida com a Bé Cultural d'Interès Local.

## Descripció
Plaça situada davant de l'església de Sant Martí, en el tram de la Rambla Sant Martí de la Riera. Es tracta d'un espai pavimentat de 1.100 m2 de superfície, amb alguns arbres plataners al voltant de tot el seu perímetre. Per la banda de la Rambla, la plaça està delimitada per una graderia de pocs graons que s'uneix a alguns edificis, tot tancant la plaça a la banda nord; per la part de l'església, l'espai queda delimitat per un muret fet de carreus regulars i maons disposats en filades, amb escales al mig per accedir a l'església. Davant d'aquesta última hi ha un altre espai ubicat a un nivell més elevat respecte de la Plaça de l'Església, amb oliveres, dues tanques d'arbustos i bancs.